# Hugo Alves
Hugo Alves (Lagos, Portugal, 19 de junho de 1973) é um trompetista de jazz, autodidata, que iniciou a sua aprendizagem do instrumento aos sete anos de idade em sociedades filarmónicas. Além da qualidade do seu trabalho musical, Hugo Alves destaca-se pelo dinamismo da sua actuação no mundo musical, tendo fundado a Orquestra de Jazz de Lagos (actualmente Orquestra de Jazz do Algarve) e sendo o mentor de festivais, encontros e workshops de jazz. Em 2010 viu a sua biografia publicada no site All.About.Jazz.

## Biografia
Com um percurso musical que se inicia em Lagos, aos sete anos, Hugo Alves começa nos anos 90 uma vertiginosa carreira enquanto trompetista de renome que o levou a ingressar várias bandas nacionais e internacionais de destaque no mundo do Jazz.
Paralelamente enceta também actividades na produção de eventos de jazz ministrando ainda em vários workshops e escolas profissionais de renome no país como seja a ESMAE no Porto ou a ESML em Lisboa.
Na sua carreira destacam-se as passagens na Orquestra de Jazz de Matosinhos, Orquestra Jorge Costa Pinto bem como na Big Band do Hot Clube Portugal.
Durante este percurso teve oportunidade de trabalhar com músicos convidados tais como Peter King, Perico Sambeat, Kirk Lightsey, Sangoma Everett, Wayne Dockey, Michael Lauren, Bob Berg, Conrad Herwig, Ingrid Jensen, Carla Bley, Steve Swallow, Gary Valente, Bernardo Sassetti, Mário Laginha, Júlio Resende, Miguel Martins, Nuno Ferreira, Jorge Costa Pinto, entre muitos, muitos outros.
Em 2003 Hugo Alves edita o seu primeiro álbum – Estranha Natureza. Um álbum de originais elogiado tanto pela crítica nacional e internacional e que o consagra, desde logo, como um dos maiores valores nacionais na área do jazz.
Em 2004 Hugo Alves cria a Orquestra de Jazz do Algarve, um projeto que espelha a sua imagem enquanto músico e importância do Jazz de maior formato. É uma Big Band composta por 18 músicos cuja reconhecida excelência  é frequentemente objecto de aclamadas críticas.
Sempre a par da sua carreira musical segue a sua carreira como educador nacional e além fronteiras em países como Espanha e Itália ou África do Sul.
No anos seguintes edita mais três álbuns, Taksi Trio em 2005, Given Soul em 2007, Double Dose em 2010. Todos os álbuns receberam as mais elogiosas críticas da imprensa especializada e o reconhecimento unânime de Hugo Alves como uma incontornável referência no mundo do jazz. Todos discos premiados como “Melhores do Ano” no nosso País.

## Discografia
Como lider
- "Estranha Natureza", Ed. Actus (2003)[3][4]
- "Taksi Trio", Ed. Actus (2005)[3][4]
- "Given Soul", Ed. Actus (2006)[3][4]
- "Double Dose" com [[Greg Burk (2010)[4]

Com a Orquestra de Jazz do Algarve
- "Invites" (2011)
- "Redux em Sexteto" (2012)

Como sideman
- Tone of a Pitch Special Quartet  (com Narciso Gonzalez, Pablo Romero, Javier Alcantara, Peppin) Convidados especiais: Alexis Cuadrado, Perico Sambeat & Hugo Alves (2008)[5]
- "The Newcomer", Miguel Martins Trio Kaleidoscopio (Miguel Martins, Carlos Barretto, Markku Ounaskari) Convidado especial: Hugo Alves) (Klimax Records) (2007)[5][6]
- "Amores Imperfeitos", Viviane,(participation) (2005)[5]
- "CD#0", Orquestra de Jazz de Matosinhos (2002)[5]